# Любек (Мен)
Любек (англ. Lubec) — переписна місцевість (CDP) в США, в окрузі Вашингтон на північному сході штату Мен. Є найсхіднішим містом США. Населення — 1237 осіб (2020).
Спочатку Любек було частиною містечка Істпорт, стало незалежним містом в 1811 році. Місто названо на честь більш відомого міста Любек, що розташоване в Німеччині.

## Географія
Любек знаходиться в північно-східній частині штату Мен, 44°51′38″ пн. ш. 66°59′5″ зх. д. / 44.86056° пн. ш. 66.98472° зх. д...
Згідно з даними перепису місто має загальну площу 78,38 квадратних миль (203.00 км²), з яких 33,25 квадратних милі (86.12 км²) суша інші 45.13 квадратні милі (116.89 км²) вода. Любек розташований на півострові Пассамакводді Бей, південніше міста Істпорт.
Любек є прикордонним містом.

## Клімат
Любек розташований у вологому континентальному кліматі з м'яким літом та холодною зимою.
| Клімат : Любек                                             | Клімат : Любек | Клімат : Любек | Клімат : Любек | Клімат : Любек | Клімат : Любек | Клімат : Любек | Клімат : Любек | Клімат : Любек | Клімат : Любек | Клімат : Любек | Клімат : Любек | Клімат : Любек | Клімат : Любек |
| Показник                                                   | Січ.           | Лют.           | Бер.           | Квіт.          | Трав.          | Черв.          | Лип.           | Серп.          | Вер.           | Жовт.          | Лист.          | Груд.          | Рік            |
| Абсолютний максимум, °C                                    | 16,1           | 18,3           | 26,1           | 28,9           | 33,9           | 35,6           | 36,7           | 35,0           | 34,4           | 28,9           | 21,7           | 15,6           | 36,7           |
| Середній максимум, °C                                      | −1,1           | 0,0            | 3,9            | 10,0           | 15,6           | 20,6           | 23,3           | 23,3           | 19,4           | 13,3           | 7,8            | 2,2            | 11,7           |
| Середня температура, °C                                    | −5,6           | −3,9           | 0,0            | 5,6            | 10,6           | 15,0           | 17,8           | 17,8           | 14,4           | 8,9            | 4,4            | −1,7           | 7,2            |
| Середній мінімум, °C                                       | −10            | −8,3           | −4,4           | 1,1            | 5,0            | 8,9            | 12,2           | 12,2           | 9,4            | 4,4            | 0,6            | −6,1           | 2,2            |
| Абсолютний мінімум, °C                                     | −32,8          | −30,6          | −25            | −17,2          | −4,4           | −0,6           | 2,2            | 0,6            | −5             | −9,4           | −16,1          | −30,6          | −32,8          |
| Норма опадів, мм                                           | 97             | 82             | 103            | 93             | 96             | 93             | 76             | 79             | 104            | 111            | 124            | 108            | 1167           |
| ---------------------------------------------------------- | -------------- | -------------- | -------------- | -------------- | -------------- | -------------- | -------------- | -------------- | -------------- | -------------- | -------------- | -------------- | -------------- |
| Джерело: The Weather Channel (Historical Monthly Averages) |                |                |                |                |                |                |                |                |                |                |                |                |                |

## Демографія

### Перепис 2010
Згідно з переписом 2010 року, у місті мешкало 1359 осіб у 682 домогосподарствах у складі 356 родин. Було 1147 помешкань
Расовий склад населення:
| - 97,7 % — білих - 0,3 % — азіатів - 0,2 % — корінних американців - 0,1 % — чорних або афроамериканців |

До двох чи більше рас належало 1,4 %. Частка іспаномовних становила 1,0 % від усіх жителів.
За віковим діапазоном населення розподілялося таким чином: 14,1 % — особи молодші 18 років, 57,6 % — особи у віці 18—64 років, 28,3 % — особи у віці 65 років та старші. Медіана віку мешканця становила 54,0 року. На 100 осіб жіночої статі у місті припадало 93,9 чоловіків; на 100 жінок у віці від 18 років та старших — 91,9 чоловіків також старших 18 років.
Середній дохід на одне домашнє господарство становив 44 734 долари США (медіана — 33 750), а середній дохід на одну сім'ю — 47 358 доларів (медіана — 38 214). Медіана доходів становила 37 000 доларів для чоловіків та 35 417 доларів для жінок. За межею бідності перебувало 20,9 % осіб, у тому числі 22,2 % дітей у віці до 18 років та 13,2 % осіб у віці 65 років та старших.
Цивільне працевлаштоване населення становило 474 особи. Основні галузі зайнятості: освіта, охорона здоров'я та соціальна допомога — 21,1 %, мистецтво, розваги та відпочинок — 13,3 %, сільське господарство, лісництво, риболовля — 13,3 %.

### Перепис 2000
Станом на 2000 рік середній дохід в місті склав 26,098$ США. Чоловіки мали середній дохід у розмірі 25,170$ проти 19,375$ у жінок. Близько 28,8 % населення знаходяться на межі бідності, у тому числі 49,6 % тих, хто молодше 18 років, та 20,6 % людей віком 65 років і старіше.

## Освіта
Консолідована середня школа Любеку належить шкільному адміністративному округу № 19.

## Галерея

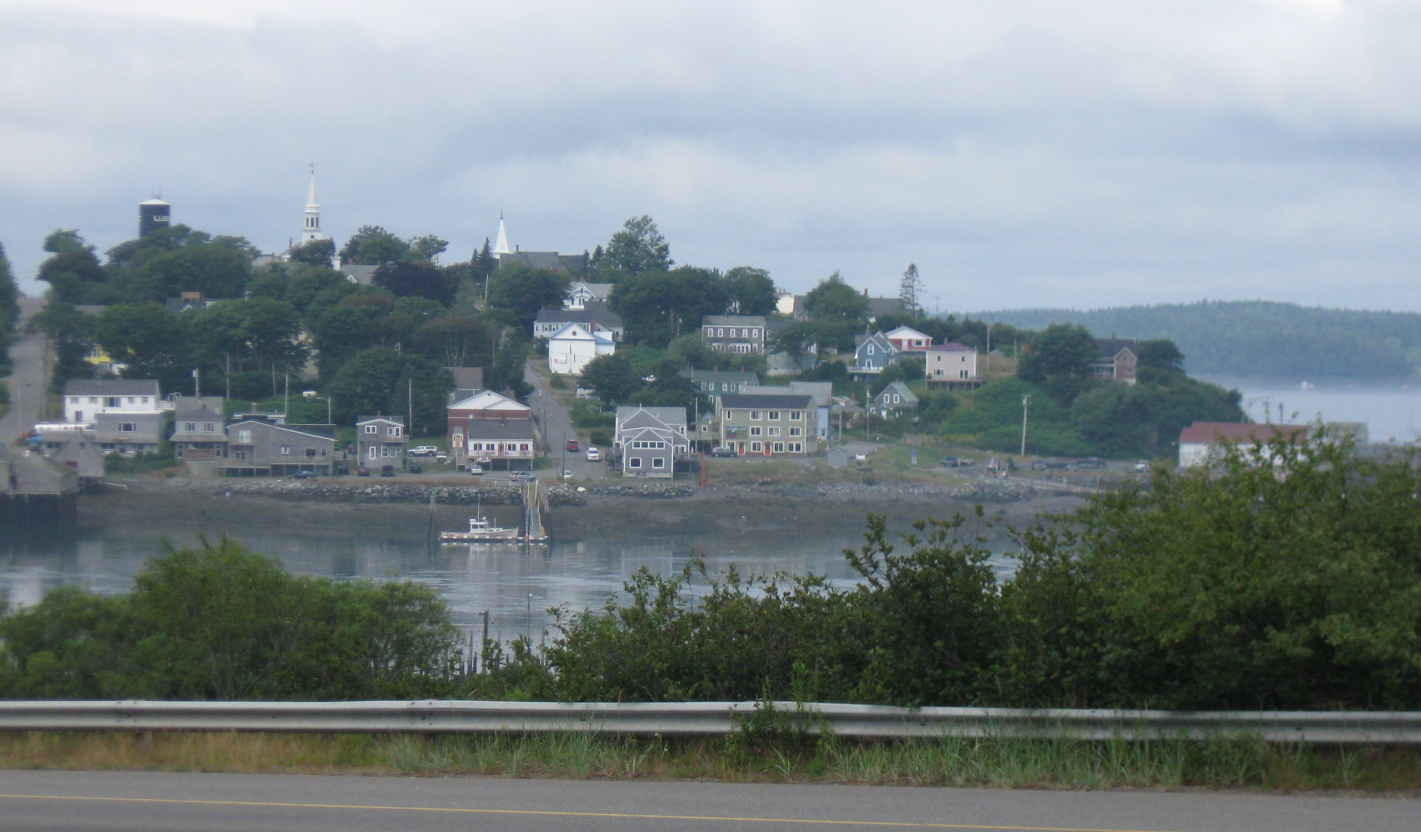
Центр Любеку, вид з Кампобелло

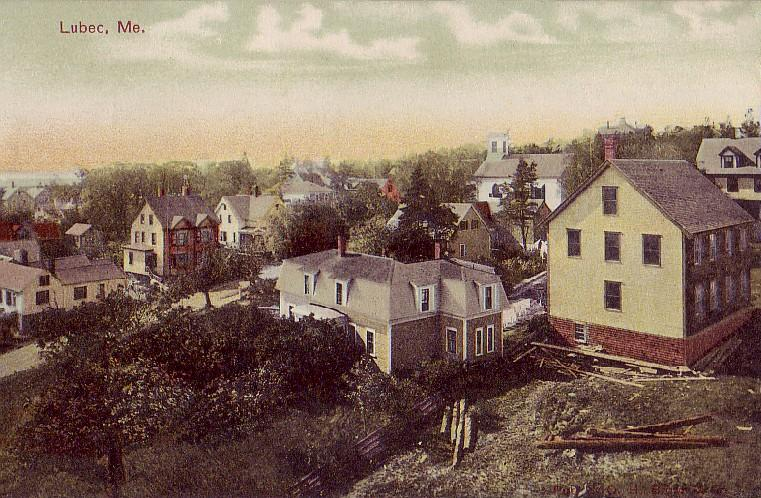
Загальний вигляд 1910
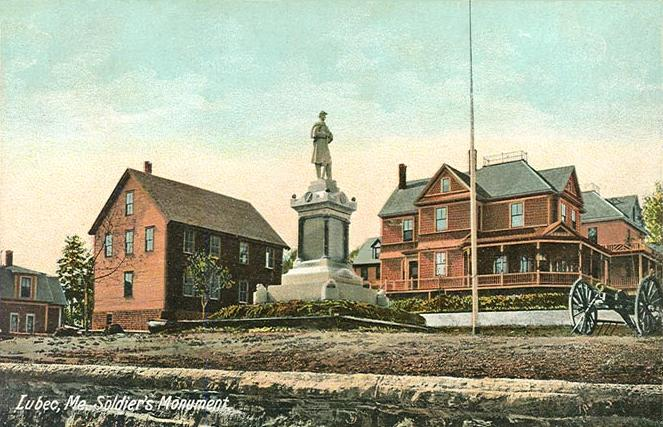
Військовий монумент 1908
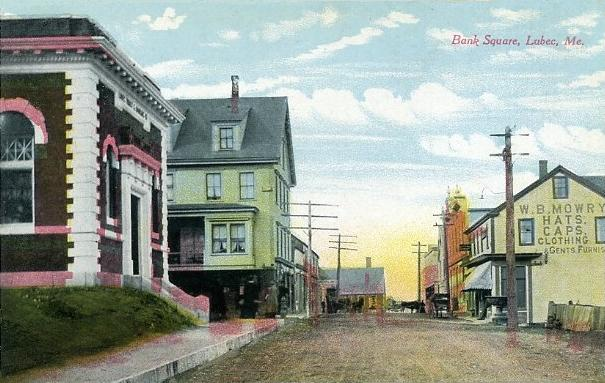
Банківська площа 1908
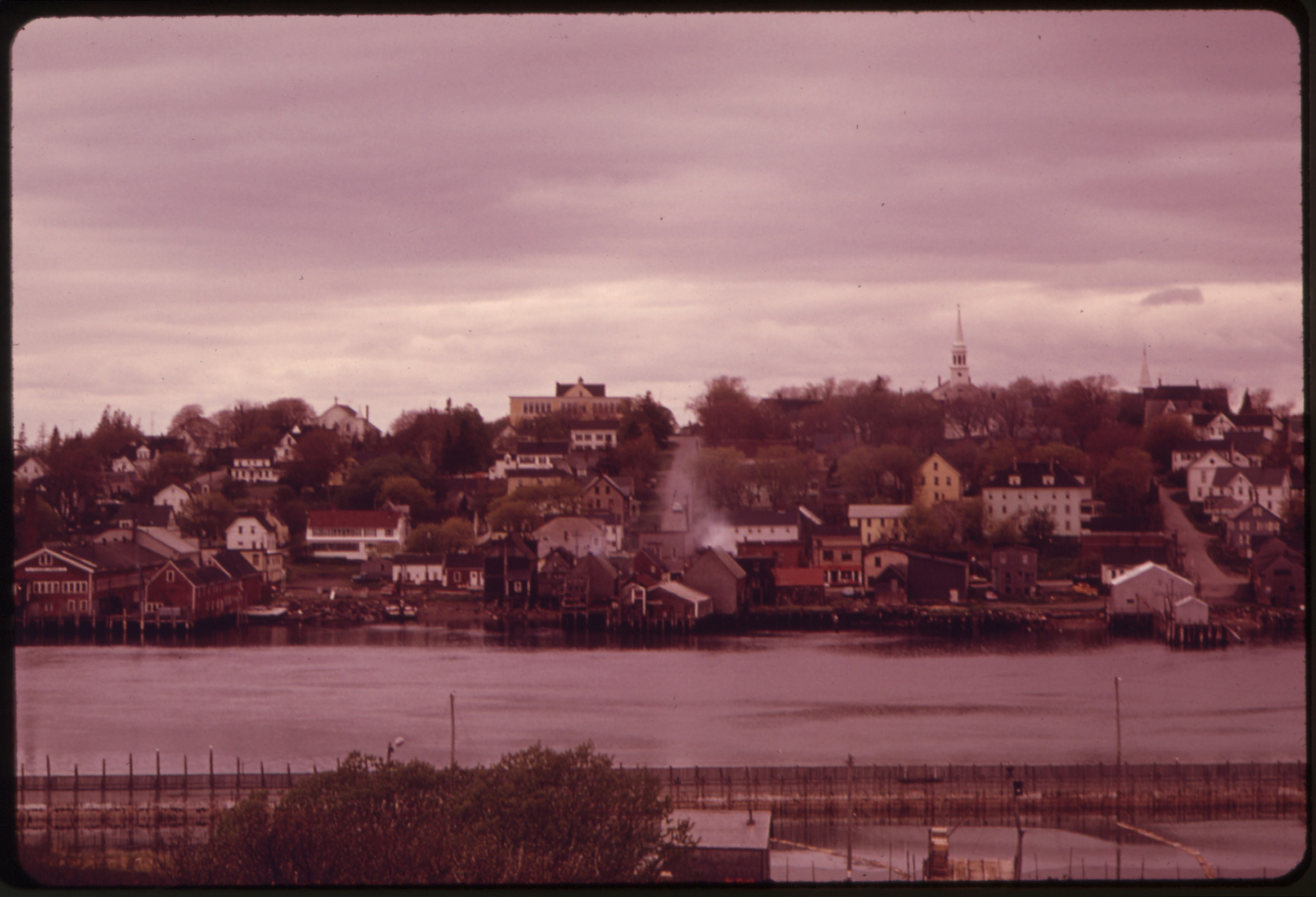
Любек в 1973